# DTヴァンパイア
DTヴァンパイアは、1996年10月から1997年9月にニッポン放送で放送されたラジオドラマである。後にDTヴァンパイア97という続編が作られた。

## スタッフ
- 原作:伊波正文

## ストーリー
シティと呼ばれる都市で若い男女ばかりが血を抜かれた状態で発見されるという奇妙な連続怪死事件が起きていた。シティに住む少年修吾は事件に興味を持ち、友達とその事件を調べようとPCを立ち上げ連絡を取ったが、彼はすでに死んでいると言い、今話しているのは彼が作った擬似人格プログラムだという。修吾は何を言っているか理解できなかったが、最初に友人に感じた違和感を思い出し、友人（擬似人格プログラム）が言っている事は嘘ではないという事を理解した…。 

## 主題歌
- オープニングテーマ:TSUNTA「やがて風は吹くだろう」
- エンディングテーマ:中山エミリ「Private Eyes」

## キャスト
- 黒田勇樹
- 中山エミリ
- 山崎裕太
- 吉野紗香
- 子安武人
- 矢島晶子
- 岡野浩介